# Cristina Martín-Prieto
Cristina Martín-Prieto Gutiérrez (Sevilla; 14 de marzo de 1993) es una futbolista española. Juega como delantera y su equipo actual es el Sport Lisboa e Benfica del Campeonato Nacional de Fútbol Femenino de Portugal.

## Clubes
| Club                   | País     | Año         |
| ---------------------- | -------- | ----------- |
| Sevilla F. C.          | España   | 2008 - 2013 |
| Sporting de Huelva     | España   | 2013 - 2017 |
| UDG Tenerife           | España   | 2017 - 2022 |
| Sevilla F. C.          | España   | 2022 - 2024 |
| Sport Lisboa e Benfica | Portugal | 2024 -      |

## Palmarés

### Campeonatos nacionales
| Título           | Club               | País   | Año  |
| ---------------- | ------------------ | ------ | ---- |
| Copa de la Reina | Sporting de Huelva | España | 2015 |